# 山口幸男
山口 幸男（やまぐち ゆきお、1946年12月 - ）は、日本の地理学者・教育学者。群馬大学名誉教授。専門は社会科教育、郷土地理教育。

## 来歴・人物
- 1946年12月茨城県に生まれる。幼少時代は「ぐっさん」と呼ばれ、その名前は今でも愛称となっている。
- 1965年3月　東京都立両国高等学校卒業。
- 1969年3月　東京学芸大学教育学部中学校教員養成課程社会科を卒業。（社会科教育専修）
- 1972年3月　東京学芸大学教育学研究科修士課程社会科教育専攻修了。
- 1977年4月　群馬大学教育学部講師に就任。
- 1992年11月　群馬大学教育学部教授に就任。
- （1999年4月～2002年3月　群馬大学教育学部附属小学校長を併任する。）
- 2002年4月　群馬大学評議員を併任する。

現在は群馬大学教育学部で社会科教育講座を開き、社会科教育研究室を開いて学生に指導をしている。郷土教育についての第一人者で、「上毛かるた」について専門的に調べていたりと、その専門分野に対する研究は熱心。趣味はウクレレ。

## 著書

### 単著
- 『社会科地理教育論』、古今書院、2002年
- 『全国の明治期郷土唱歌―地理教育的・総合学習的考察―』、学芸図書　2003年

### 共著
- 『郷土かるたと郷土唱歌―社会科教育論的考察―』、近代文芸社（原口美貴子共著）
- 『中等社会諸教科指導法』、学芸図書2000年（森秀雄共著）

## 所属学会
- 日本地理教育学会
- 日本社会科教育学会
- 日本地理学会
- 日本学術会議地理学研究連絡委員会
- 群馬大学社会科教育学会（会長）
- 群馬大学教科教育研究会（会長）
- 日本郷土かるた研究会（会長）